# Niels Johansen Holm

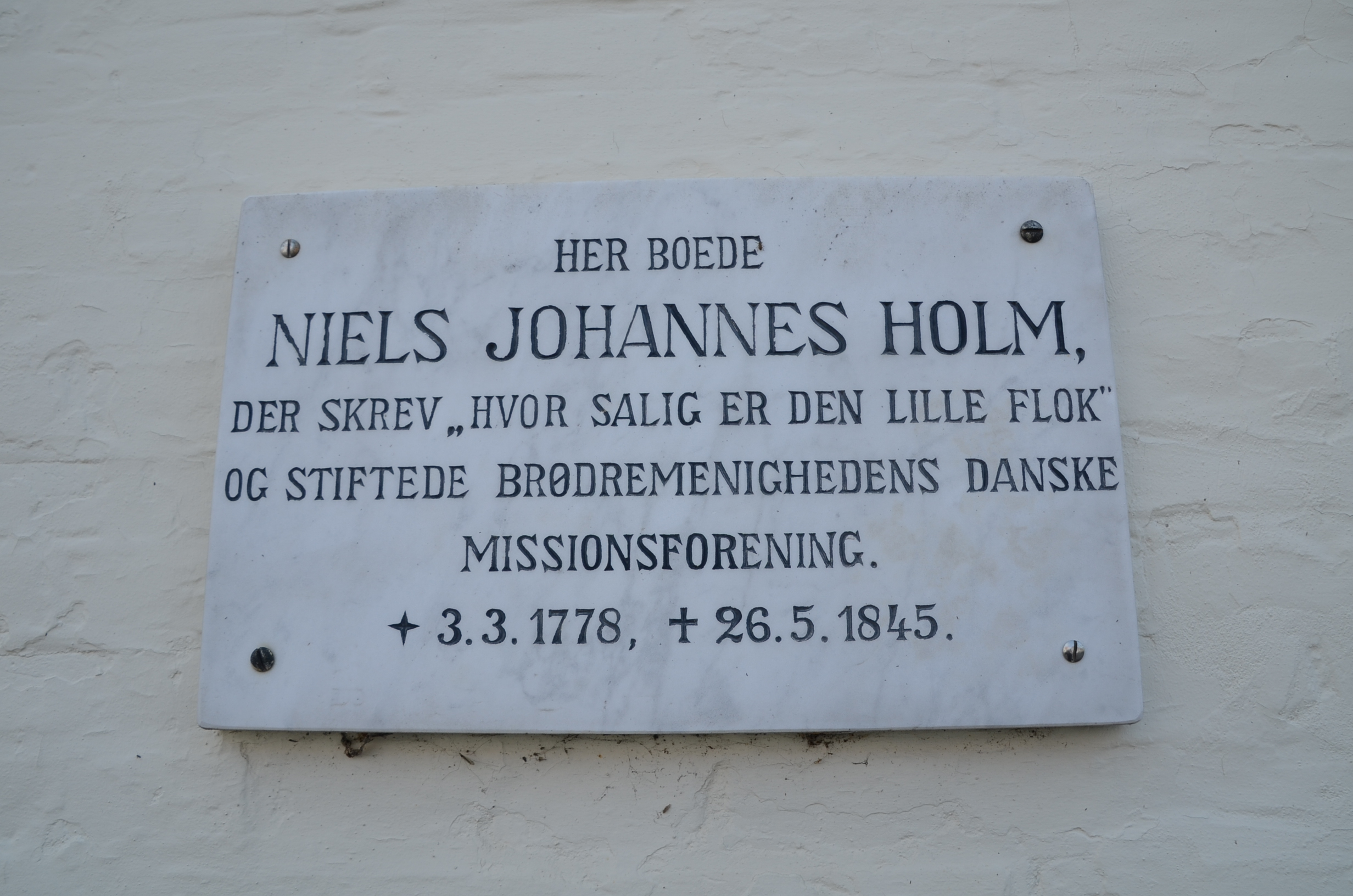

Niels Johansen Holm, född 3 mars 1778 och död 26 maj 1845, var präst i Christiansfeld. På grund av hans hernhutiska riktning, i Nikolaus Ludwig von Zinzendorfs anda, hade han stora problem att accepteras som präst och arbetade långa tider som lärare. Han var också psalmförfattare och gav även ut en egen psalmsamling med både egna och översatta verk.  Hans psalmer finns representerade i bland annat danska Psalmebog for Kirke og Hjem.

## Psalmer
- Tak og ære være Gud (översättning 1829)
- Gør døren høj, gør porten vid (översättning 1829)
- Slip os arme ej (bearbetning 1829)
- Min frelser mig af døden drog (bearbetning 1829)
- Hør, min sjæl, den gode hyrdes stemme (diktad 1829)